# Медум
Меду́м или Мейдум (араб. ميدوم‎) — египетский некрополь в мухафазе Бени-Суэйф, примерно 100 км южнее современного Каира.
Самым известным сооружением некрополя является Пирамида в Медуме, начатая при фараоне Хуни (III династия) и законченная при фараоне Снофру (IV династия). Она считается первой правильно построенной пирамидой; угол наклона её граней такой же как в пирамиде Хеопса. Сегодня из-за повреждённого основания и обсыпавшегося внешнего покрытия она выглядит ступенчатой.
В некрополе Флиндерсом Питри обнаружены захоронения додинастического периода с погребёнными в эмбриональной позе останками, завёрнутыми в один слой льна, без погребальных предметов. Отправленная Питри в Королевский хирургический колледж Лондона для изучения мумия Ранофера уничтожена при воздушной бомбардировке города во Вторую мировую войну.
Помимо этой пирамиды известны также мастабы, датируемые началом IV династии:
- мастаба № 17 принадлежит неустановленному князю;
- мастаба № 16 принадлежит принцу Рахотепу и его жене Нофрет (известна благодаря прекрасно сохранившейся скульптурной парной статуте супругов, выставленной сегодня в Каирском музее);
- мастаба № 6 принадлежит сыну Снофру, архитектору Пирамиды в Медуме, принцу Нефермаату и его жены Итет. Примечательна обнаруженная фреска «Медумские гуси» высокой художественной работы.

Некрополь использовался также в период Нового царства и Позднего периода.

Археологические исследования местности предпринимались Огюстом Мариетом (1871-72), Гастоном Масперо (1881-1882), Флиндерсом Питри (в 1891 и 1909-1910), Аллан Рауэ (1929-1930), Mohsen Mahmud Jalil b Ali El-Jouli.

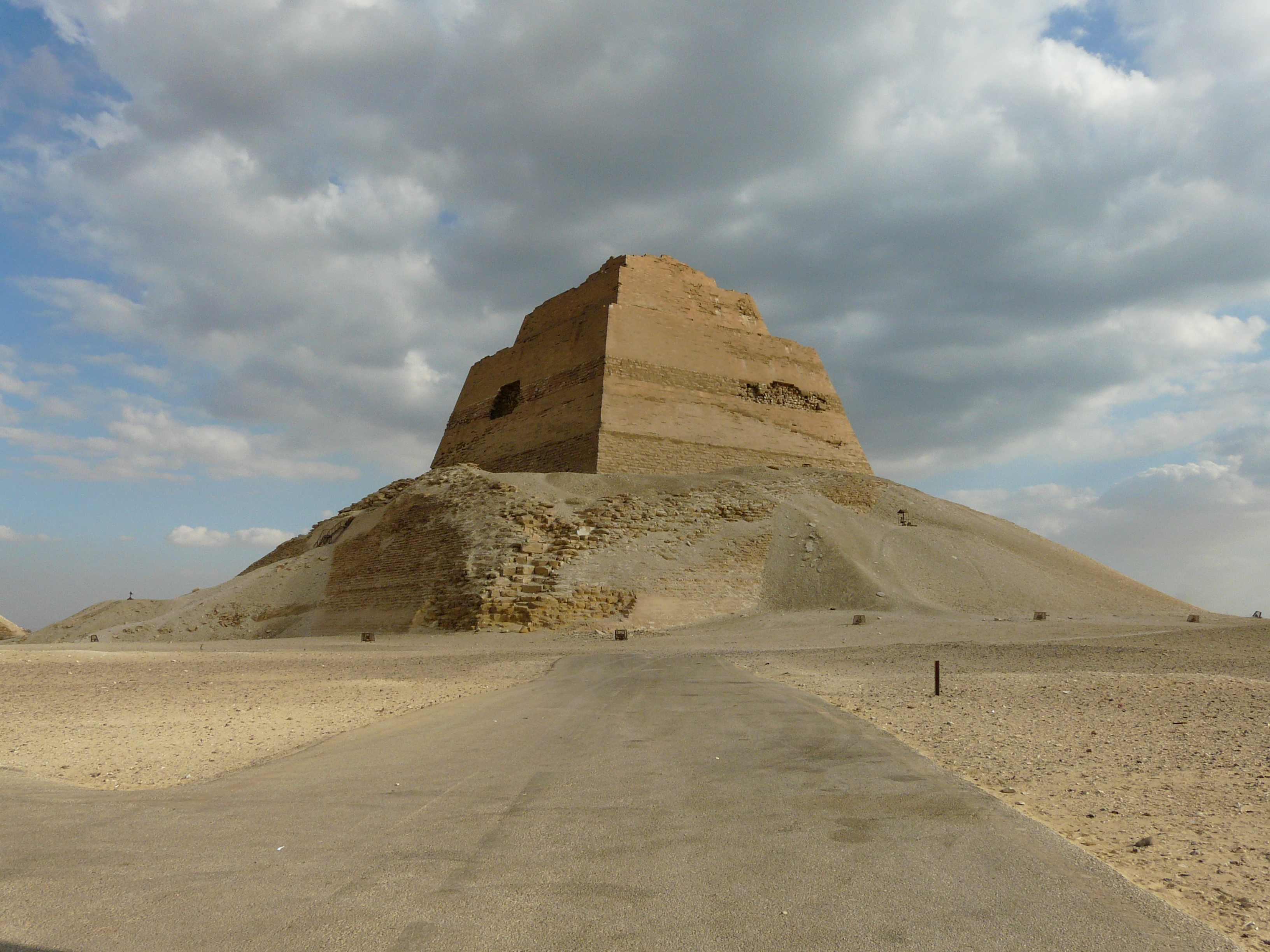
Пирамида в Медуме
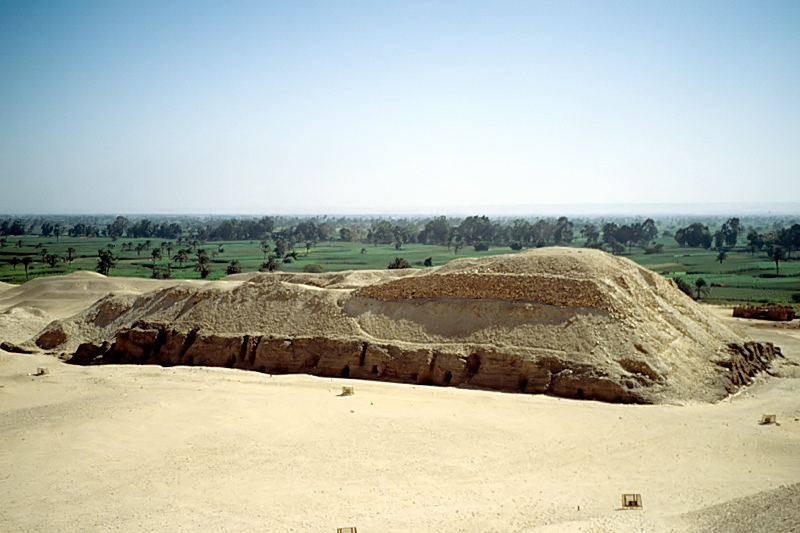
Мастаба №17
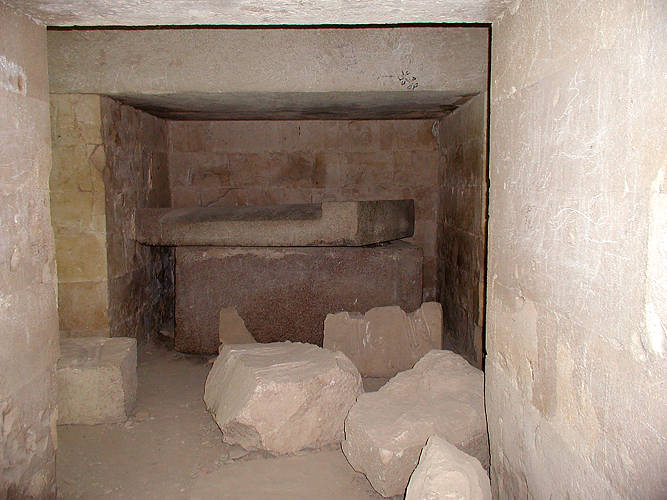
Внутри мастабы №17
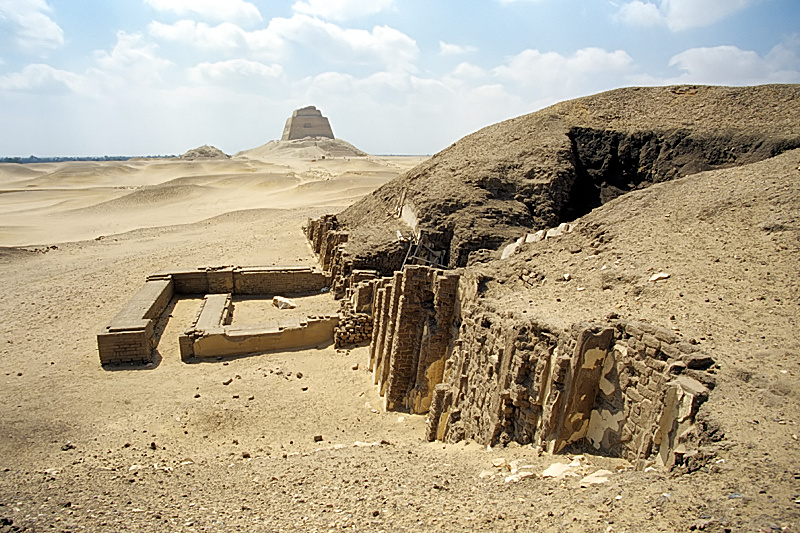
Южная сторона мастабы №16. Вдали - Пирамида в Медуме
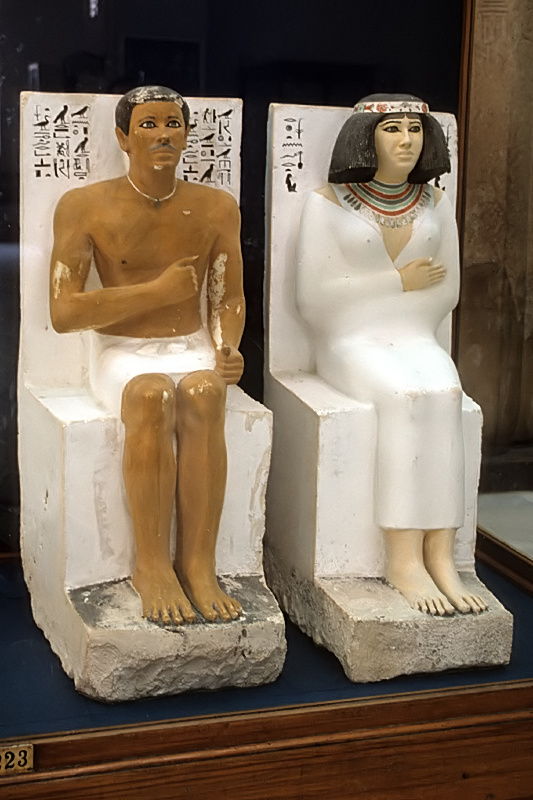
Парная скульптура принца Рахотепа и Нофрет. Каирский музей
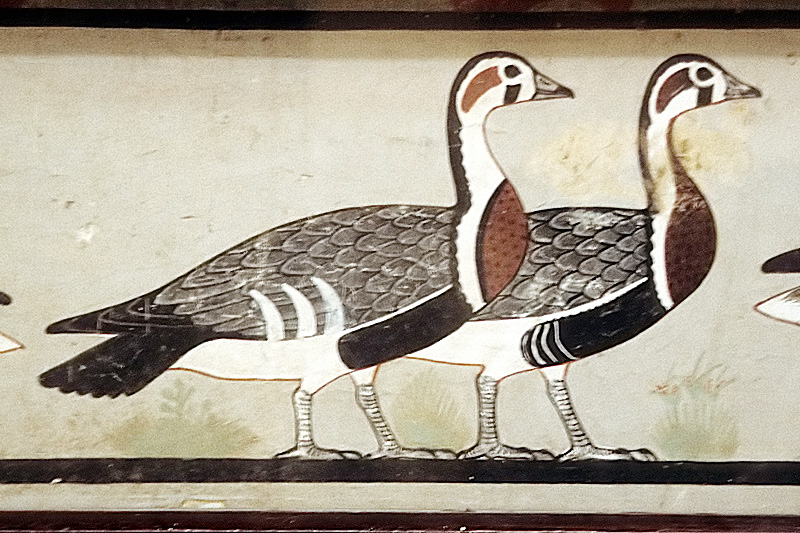
Медумские гуси из мастабы №6